# Tamás Molnár
Tamás Molnár (Szeged, 2 de agosto de 1985) é um jogador de polo aquático húngaro, tricampeão olímpico.

## Carreira
Tamás Molnár fez parte do elenco campeão olímpico de 2000, 2004 e 2008.